# 制限指定の実写一覧
制限指定の実写一覧は、映倫管理委員会（映倫）や日本ビデオ倫理協会（ビデ倫）、もしくはビデオメーカーやWOWOWの自主規制によってレイティング指定を受けたドラマの一覧。また、ここでは未放送実写作品や、も記述の対象とする。右記は補足情報。
ドラマが指定を受けるのほとんどの場合R15+、R18+である。G、PG12が指定されるのは劇場作品だけで、ドラマで指定されることがほとんどない。また、R18+は指定されるのは多くがアダルトビデオであるため、暴力的・反社会的・残酷な作品に対しては2020年現在では指定されていない。
映像コンテンツ倫理連絡会議が将来設置されることから、審査区分や基準が変わる可能性がある。

## 一覧
注意事項
- 日本に正式に輸入されていない外国実写は記載不可（ビデオスルー（劇場未公開および未放送）作品は可）。
- アダルトビデオは記載不可

### G指定 (全年齢対象)
- マンダロリアン
- SHERLOCK
- エージェント・オブ・シールド
- ティーン・ウルフ
  - ティーン・ウルフ 2
  - ティーン・ウルフ (2011)
- FRINGE/フリンジ
- モダン・ファミリー
- ファイヤーフライ 宇宙大戦争

### PG12指定 (12歳以上推奨)
- EVOL（イーヴォー）〜しょぼ能力で、正義を滅ぼせ。〜（DMM TVでPG12指定[1]）
- インシデンツ[2]
  - インシデンツ2[2]
- ウォリアー２：ザ・リベンジ（スターチャンネルでPG12指定[3]）
- ストレンジャー・シングス
- グレイズ・アナトミー 恋の解剖学
- マニフェスト
- 私の"初めて"日記
- ジ・オフィス
- クリミナル・マインド FBI行動分析課
- NCIS 〜ネイビー犯罪捜査班
- LOST
- 劇場版 はらぺこヤマガミくん[4]（Webドラマの総集編）
- ひぐらしのなく頃に[5]（テレビドラマ）
  - ひぐらしのなく頃に 解[5]
- ビッグバン★セオリー/ギークなボクらの恋愛法則
- 夫婦の世界（韓国ではR18+指定相当のレーティングを受けている[6]）
- ホロウ・クラウン/嘆きの王冠シリーズ
  - リチャード二世[7]
  - ヘンリー四世 パート1[8]
  - ヘンリー四世 パート2[9]
  - ヘンリー五世[10]
  - ヘンリー六世 パート1[11]
  - ヘンリー六世 パート2[12]
  - リチャード三世[13]
- 闇金ウシジマくん Season3[14]

### R15+指定 (15歳未満は閲覧不可)「R指定」
- アフェア 情事の行方（WOWOWでR15+指定[15]）
- アメリカン・ホラー・ストーリーシリーズ（シーズン5以降はR15+指定）
  - ホテル（シーズン5）[16]
  - 体験談（シーズン6）[17]
  - カルト（シーズン7）[18]
  - 黙示録（シーズン8）[19]
  - 1984（シーズン9）[20]
  - 2つの物語（シーズン10）[21]
  - NYC（シーズン11）[22]
- ウォリアー（スターチャンネルでR15+指定[23]）
- 裏切りの街[24]
- うわこい[25]
- Lの世界（日本で初のR15+指定を受けたテレビドラマ[26]）
- LUCIFER/ルシファー
- ザ・ソプラノズ 哀愁のマフィア
- ザ・フラッシュ
- サンズ・オブ・アナーキー[27]
  - マヤンズ M.C. ～サンズ・オブ・アナーキー外伝～[28]
- すじぼり[29]
- ウエストワールド
- ヴァイキング 〜海の覇者たち〜
- ガールズガイド 最強ビッチのルール[30]
- ガンニバル シーズン1[31]（シーズン2はR18+指定[32]）
- ハンニバル (テレビドラマ)（スター・チャンネルでR15+指定[33]）
- ピースメイカー (テレビドラマ)[34]
- Lupin/ルパン
- ARROW/アロー
- THE LAST OF US[35]
- THE WIRE/ザ・ワイヤー
- Mr. Robot
- SHOGUN 将軍[36]
- SUPERGIRL/スーパーガール
- GOTHAM/ゴッサム
- BOSCH/ボッシュ
- ゲーム・オブ・スローンズ[37]
  - ハウス・オブ・ザ・ドラゴン[38]
- 外道の歌（DMM TVでR15+指定[39]）
- プリティ・リトル・ライアーズ ORIGINAL SIN[40]
- ノ・ゾ・キ・ア・ナ（実写ドラマ）[41]
- モザイクジャパン[42]
- ワンナイト・カップル[43]

### R18+指定 (18歳未満は閲覧不可) 「成人指定」
- ウォッチメン (テレビドラマ)（ソフト版はR18+指定、配信版はR15+指定[44]）
- 仮面ライダーBLACK SUN[45]（仮面ライダーシリーズ初のR18+指定）
- ガンニバル シーズン2[32]
- ウエストワールド サード・シーズン[46]
- ウォーキング・デッド
- アウターバンクス
- サーフェス～ねじれた記憶～[47]
- フレンズ
- ブレイキング・バッド
- ピーキー・ブラインダーズ
- 美少女キラーK[48]
- スーパーナチュラル
- ディスクレーマー 夏の沈黙（Apple TV+でR18+指定[49]）
- ベター・コール・ソウル
- ザ・ボーイズ[50]
- ザ・クラウン
- ウィッチャー
- TRUE DETECTIVE/二人の刑事
- 13の理由
- ネトラセラレ[51]（実写ドラマ）